# Johannes van Kronstadt
De heilige Johannes van Kronstadt (Soera (gouvernement Archangelsk), 19 oktober 1829 - Kronstadt, 20 januari 1908) (Russisch: Иоанн Кронштадтский; Ioann Kronschtadtsjki) was een orthodoxe priester van de Russisch-orthodoxe Kerk. Hij leefde van 1829 tot 1908 en zijn opvallende, onconventionele en energieke persoonlijkheid getuigde van een diepe vroomheid en maakte hem tot een zeer populaire geestelijke die tot ver over de grenzen van Rusland bekendheid kreeg.
Hij was zeer begaan met de armen, deed veel aan liefdadigheid en reisde door het hele Russische Rijk. Vanaf 1906 was hij lid van de Heiligste Regerende Synode, maar weigerde de vergaderingen bij te wonen. Alhoewel Johannes van Kronstadt zich afzijdig hield van politiek, was hij lid van de Unie van het Russische Volk, een organisatie met nationalistische en monarchistische opvattingen.  

## Levensbeschrijving
De heilige werd als Ivan Iljitsj Sergjev (Russisch: Иван Ильич Сергиев) geboren op 19 oktober 1829 te Soera (oblast Archangelsk), in de buurt van de Witte Zee. Omdat hij zeer zwak en ziekelijk ter wereld kwam, lieten zijn ouders hem dezelfde dag nog in zijn ouderlijk huis dopen. Johannes kwam voort uit een familie die veel geestelijken en priesters voortbracht.  
Tijdens zijn studie overwoog Johannes zich te wijden aan de missie onder de volkeren van Siberië en Noord-Amerika. In een droom zag hij zichzelf als priester in de Andreaskathedraal van de marinestad Kronstadt, hetgeen hij als een vingerwijzing van God uitlegde. Nadat hij zijn studie beëindigde trouwde hij met Elisaveta, de dochter van de aartspriester van de Andreaskathedraal. Na zijn priesterwijding op 12 december 1855 werd Johannes inderdaad in de Andreaskathedraal priester, waar hij tot zijn dood zou blijven dienen. 
Vanaf het begin van zijn priesterwijding diende hij vooral het welzijn van de armen. In de ogen van Johannes heerste in Kronstadt ongeloof en sektarisme. Veel arbeiders woonden in schamele hutten en dronken veel. Ook criminele lieden werden naar deze plek verbannen. Juist onder deze mensen, het uitschot van de samenleving, werkte Johannes. "We zijn er voor iedereen; zelfs in zijn zonde en in zijn schande dienen we deze mensen lief te hebben" zei Johannes, "We mogen niet de mens - het evenbeeld van God - verwarren met het kwaad dat in hem is". Deze mensen ontdekten als eersten de heiligheid van Johannes, een ontdekking die spoedig door vele gelovigen in heel Rusland werd gedeeld. In deze periode begon Johannes bekendheid te krijgen als wonderdoener. Grote groepen mensen gingen op bedevaart naar Johannes nadat in 1883 de Sint-Petersburgse krant «Новое время» (vert.: Nieuwe Tijd) een dankbetuiging publiceerde. Duizenden gelovigen per dag, vanuit het hele rijk, hoopten de priester te ontmoeten en er vormde zich een heuse pelgrimsindustrie in Kronstadt om de stroom van hulpzoekenden te bedienen.
Voor de ogen van veel mensen werden er vele genezingen verricht. Per telegram werden ook genezingen op afstand gemeld. De hoeveelheid brieven en correspondentie die de priester ontving was zo groot, dat de posterijen van Kronstadt een speciale afdeling moest inrichten. De brieven werden direct naar het altaar van de kerk gebracht, waar Johannes voor de afzenders bad. Hij werd de batjoesjka ('vadertje') van Rusland genoemd.
Op 8 oktober 1894 werd de priester door de leden van de tsarenfamilie uitgenodigd op de Krim, waar tsaar Alexander III in zijn zomerresidentie op zijn sterfbed lag. Na een liturgieviering bediende hij de tsaar van de Heilige Sacramenten. Op 20 oktober, in de laatste levensuren van de tsaar, zalfde de priester hem met gewijde olie en legde hem tot zijn overlijden de handen op zijn hoofd.
Het huwelijk van Johannes huwelijk bleef kinderloos. Johannes leed daar zwaar onder en volgens zijn dagboek sliep hij sinds 1868 niet meer met zijn vrouw. Het echtpaar voedde echter twee nichtjes van zijn vrouw op. Zijn vrouw stierf na een zware operatie op 22 mei 1909 en werd begraven op het kerkhof van de Andreaskathedraal.

## Zijn overlijden
Sinds december 1904 liet de gezondheid van Johannes het afweten. Desondanks werkte hij door tot hij op 20 december 1908 stierf. Onder enorme belangstelling werd hij in het door hem gestichte Johannesklooster begraven. De Russisch-orthodoxe Kerk in het Buitenland verklaarde hem heilig op 16 juni 1964. De Russisch-orthodoxe Kerk van het Moskouse Patriarchaat volgde op 8 juni 1990. Veel kerken over de hele wereld werden later vernoemd naar de priester.

## Gedenkdag
Zijn gedenkdag is 20 december en voor de Russisch-orthodoxe Kerk in het buitenland 19 oktober.

## Kritiek
- In de jaren 80 van de 19e eeuw zonderde een deel van zijn vereerders zich af en vormden een fanatieke groep die Johannes van de Kronstadt als de vermenselijkte  Christus hielden. Volgelingen van deze sekte werden Johannieten genoemd. Johannes van Kronstadt distantieerde zich echter duidelijk van deze sekte.
- Vader Johannes bekritiseerde in de jaren 90 van de 19e eeuw in steeds scherpere bewoordingen de pogingen van Lev Tolstoj om de orthodoxie in de zin van het pantheïsme en protestantisme te hervormen.
- In 1903 veroordeelde Johannes de anti-Joodse rellen in Kisjinev en samen met een andere hiërarch ondertekende hij een protestschrift dat door de Joden van Kisjinev en Odessa gepubliceerd en verspreid werd. Hiermee haalde vader Johannes zich de toorn van de rechtsradicalen op de hals. Later zou de priester de Joden hebben beschuldigd van het aanstichten van de rellen.
- Johannes liet zich voortdurend in polemieken tegen andere confessies en religies betrekken.

## Afbeeldingen

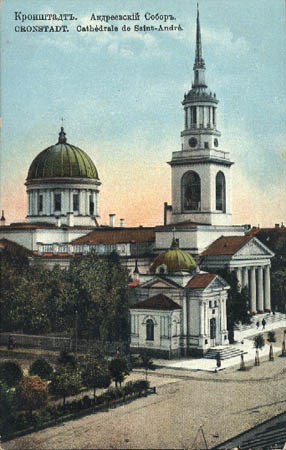
De Andreaskathedraal (in 1932 vernietigd)